# Фролов, Дмитрий Николаевич (биолог)
Дмитрий Николаевич Фролов (24 октября 1903 года, Котельнич — 30 апреля 1991 год, Самара) — советский биолог, доктор биологических наук, профессор. Систематик насекомых. Автор разработки авиахимической борьбы с Сибирским шелкопрядом, впервые примененном в СССР в Сибирском регионе.

## Биография
Родился в Вятской губернии в 1903 году. Окончил школу и после неё две ступени рабфака и в 1921 году поступил в Казанский университет на биологический факультет, который окончил в 1926 году.
С 1927 года работал в Вятском губернском земельном отряде. С 1930 по 1934 год в составе отряда Главного Управления Северного морского пути, занимался исследованиями Заполярья. Результатом этих исследований стало выявление нанесения значимого ущерба лесному хозяйству страны сибирским шелкопрядом. Фроловым был разработан и предложен авиахимический метод борьбы с паразитом, впервые примененной в лесном хозяйстве Сибири.
С 1936 по 1955 год работал ученым секретарем Краевого Совета Восточно-Сибирского географического общества, занимался систематикой новых видов насекомых, описав более 20 видов чешуекрылых.
Параллельно с 1937 года занимался преподавательской деятельностью в Иркутском государственном университете, на кафедре зоологии беспозвоночных. Проработал в вузе до 1955 года.
В 1949 году защитил докторскую диссертацию по теме «Становление энтомофауны тайги Восточной Сибири», после чего был принят на работу в Восточно-Сибирский филиал АН СССР, на должность заведующего отделом Биологии и заведующего лаборатории энтомологии ВСО АН СССР.
В 1955 году переехал в Куйбышев, где заведовал кафедрой зоологии Куйбышевского государственного педагогического института до 1979 года.
Является автором более 70 научных работ из которых 8 монографий. Награждён государственными медалями.
Скончался в Самаре 30 апреля 1991 года. Похоронен на кладбище Рубёжное.

## Труды
- 1936: Еловая огневка (Dioryctria abietella F.) — вредитель семян и шишек кедра и лиственницы.- Изв. об-ва изучения Вост.-Сиб. края, 1 (56).- Иркутск, Вост.-Сиб. краевое изд-во, c…
- 1938: Насекомые — вредители хвойных насаждений Восточной Сибири.- Иркутск, ОГИЗ.- c…
- 938: Сибирский шелкопряд в Восточной Сибири.- Иркутск, ОГИЗ.- c…
- 1942: Лиственничная листовёртка (Steganoptycha diniana Gn., desertana Caraja) в Восточной Сибири. // Известия БГИ, том 9 (вып. 3-4), c. 169—207.
- 1948: Вредитель сибирских лесов (сибирский шелкопряд).- Иркутск, ОГИЗ.- c…
- 1948: Насекомые — вредители леса.- Иркутск, ОГИЗ.- c…
- 1948: Насекомые — вредители хвойных насаждений Восточной Сибири.- Иркутск, ОГИЗ.- c…
- 1951: Вредители сибирского кедра.- Иркутск, ОГИЗ.- c…
- 1951: Насекомые — вредители шишек и семян хвойных пород (Восточная Сибирь).- М.-Л., Гослесбумиздат, с…
- 1952: Лиственничная листовёртка.- Изв. РГО, 84, вып. 6, c…
- 1959: Совки Прибайкалья (подсем. Agrotinae). // Уч. зап. Куйбышевского гос. пед., ин-та.- Куйбышев, вып. 22, c. 9-13.
- 1961: Очерки истории изучения вредной энтомофауны тайги Восточной Сибири.- Труды Вост.-сиб. филиала АН СССР, вып. 30, серия биол., Иркутск, с…